# Anna Klein

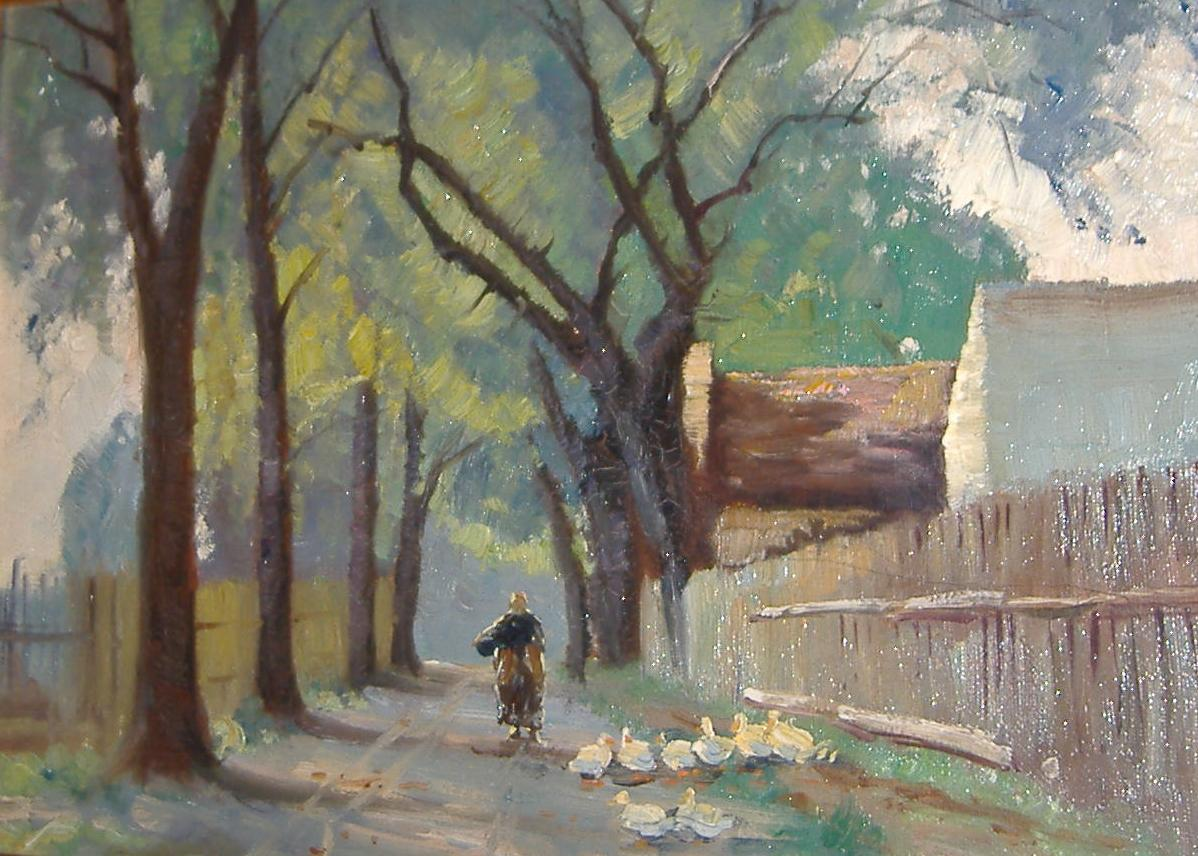
Bäuerin mit Enten auf der Dorfstraße

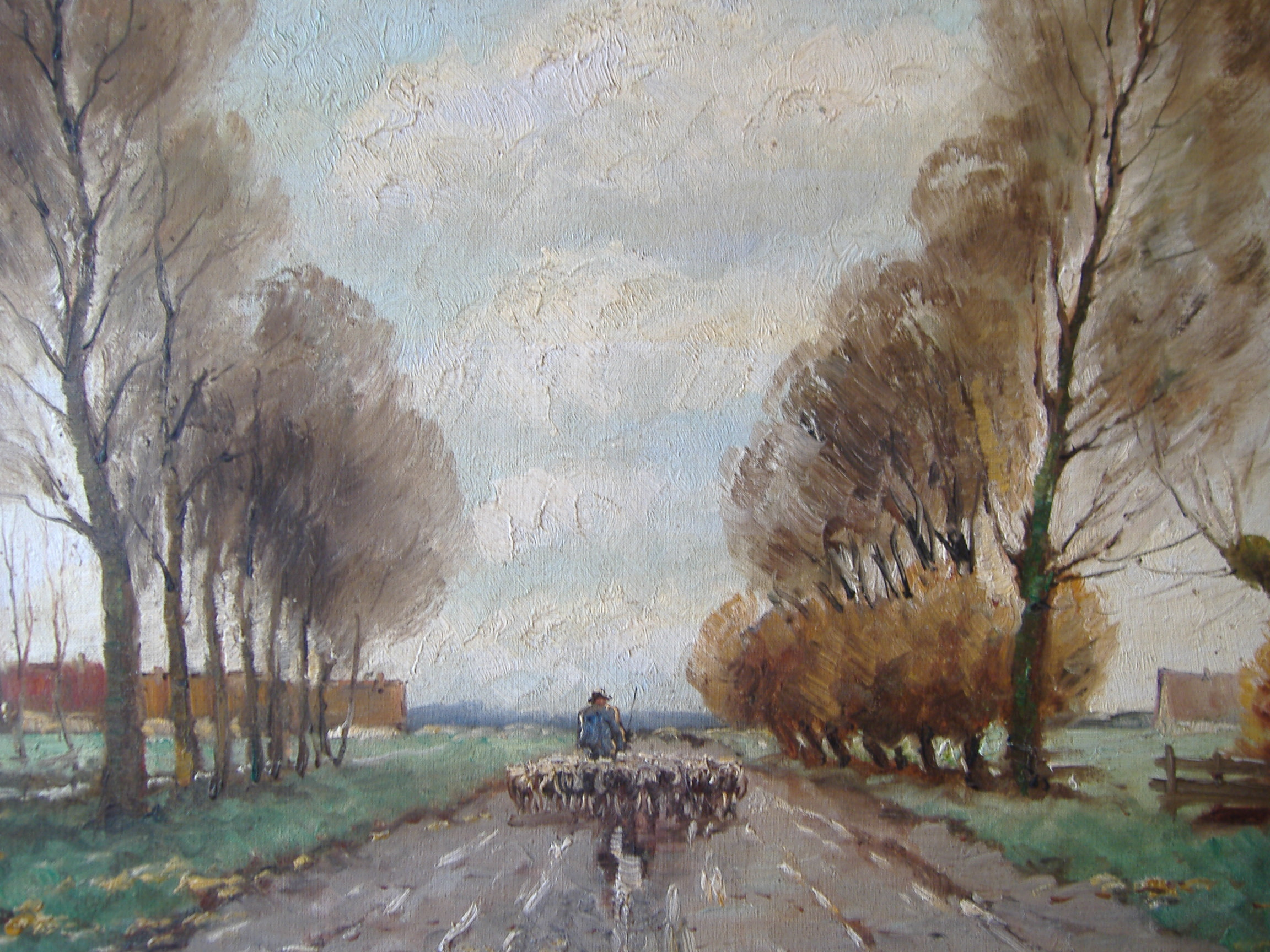
Schäfer mit Herde

Anna Klein (* 16. Februar 1883 in Nürnberg; † 25. November 1941 im Ghetto Kauen) war eine deutsche Malerin und Grafikerin. Neben Landschafts-, Tier- und Genrebilder in Öl, mit Motiven überwiegend aus Oberbayern und Tirol, schuf sie vor allem Druck- und Gebrauchsgrafik wie Exlibris, Etiketten, Postkarten u. a. m. Als Jüdin verfolgt, wurde die Künstlerin Ende 1941 von den Nationalsozialisten ermordet.

## Leben und Wirken
Sie war das dritte Kind eines jüdischstämmigen zum evangelischen Glauben konvertierten wohlhabenden Wein- und Hopfenhändlers. Um 1900 kam Anna Klein, die bereits im Alter von sieben Jahren zum katholischen Glauben konvertierte, nach Dachau und wurde Schülerin an der privaten Malschule von Hans von Hayek. Sie beschäftigte sich vor allem mit Tierdarstellungen und Landschaftsmalerei. Folgend studierte sie (1902/03) an der privaten Malerinnenschule in Karlsruhe und vervollständigte ihre künstlerische Ausbildung an der Damenakademie des Münchner Künstlerinnenvereins, wo sie Schülerin von Max Feldbauer und Julius Diez war. Im Jahre 1906 hielt sie sich mit einer Malklasse von Hans von Hayek in den Niederlanden auf:

„In dem Land der pittoresken Motive öffnete sich die Künstlerin neuen Sujets – sie schuf großformatige Zeichnungen von Bauern und Fischern, die ihr besonderes Interesse an der holländischen Tracht mit den typischen Hauben, den Schürzen und Holzschuhen widerspiegeln. Anna entdeckte die Liebe zum Detail und entwickelte ein feines Gespür für die Darstellung kleiner Zufälligkeiten und amüsanter Momente aus dem Alltag des ländlichen und städtischen Lebens.“

1908 war Anna Klein Teilnehmerin an einem von Franz Marc angebotenen Anatomiekurs. Auf einem Foto aus dem gleichen Jahr sieht man sie, neben dem Maler und seiner späteren Ehefrau Maria Franck, unter der wandfüllenden Zeichnung Panther, der einen Stier anspringt sitzen. 1910 absolvierte sie eine Ausbildung für das Zeichenlehramt an der Königlichen Kunstgewerbeschule München. Nach Abschluss der Zeichenlehrerinnenprüfung betätigte sich Anna Klein, die im Stadtteil Gern wohnte, als private Zeichenlehrerin. Zusammen mit ihrer Freundin Elisabeth Troll leitete sie eine eigene Zeichenschule, die 1933 in der Frühzeit des Nationalsozialismus geschlossen werden musste. Anna Klein, die seit ihrem 30. Lebensjahr an Rheumatismus litt, wurde zur Arbeit in einer Matratzenfabrik gezwungen. Da es ihr als Jüdin nicht erlaubt war, die Straßenbahn zu benützen, musste sie ihre im Münchner Stadtteil Haidhausen gelegene Arbeitsstätte tagtäglich zu Fuß erreichen.
Anna Klein, war 1919, 1920 und 1922 mit Ölgemälden und Grafiken im Glaspalast sowie 1914 auf der Weltausstellung für Buchgewerbe und Grafik in Leipzig vertreten. 1927 hatte sie eine Einzelausstellung im Axel-Juncker-Verlag in Berlin.
Die Künstlerin wurde am 20. November 1941 von München in das Ghetto Kauen, also nach Kaunas (anderen Orts wird irrtümlicherweise Theresienstadt angegeben), verschleppt, wo sie fünf Tage später erschossen wurde.
Ein Teil ihres Nachlasses befindet sich in der Gemäldegalerie Dachau, die der Künstlerin eine Ausstellung (4. Juli – 28. September 2008) widmete.
Der größte Teil ihrer wieder aufgefundenen Ölgemälde und Radierungen befindet sich in einer seit 2009 stetig wachsenden privaten Sammlung. Einige der verschollenen und in den Jahren 2009 bis 2024 wieder aufgefundenen Kunstwerke sind hier folgend aufgeführt.

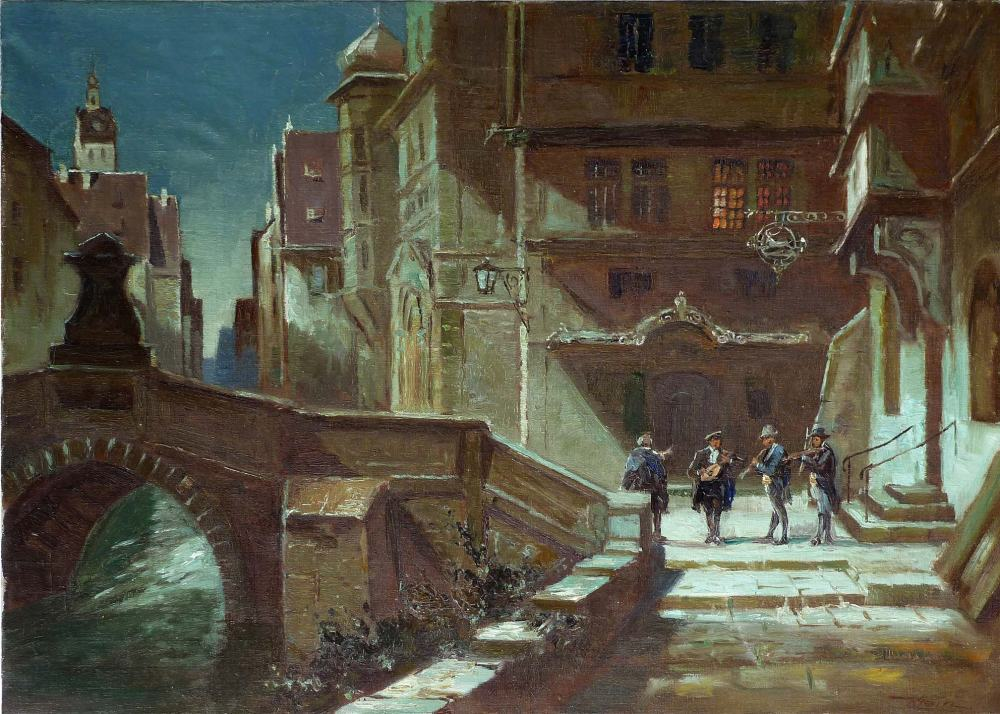
Musikanten in Bamberger Altstadt
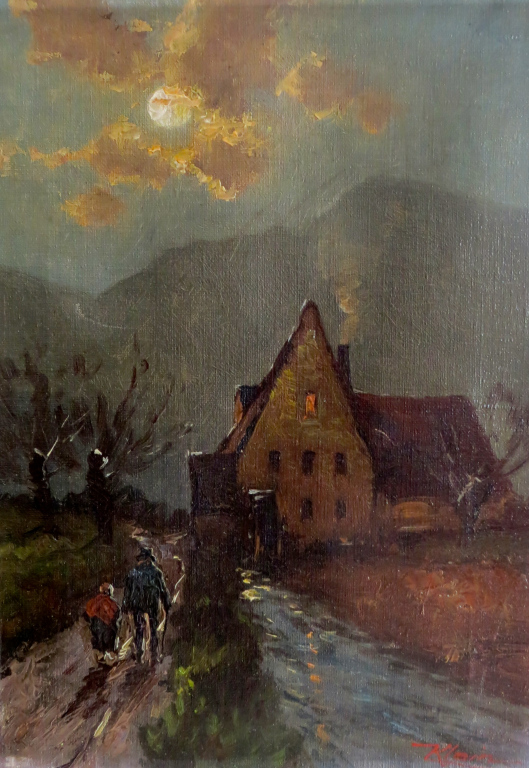
Auf dem Heimweg
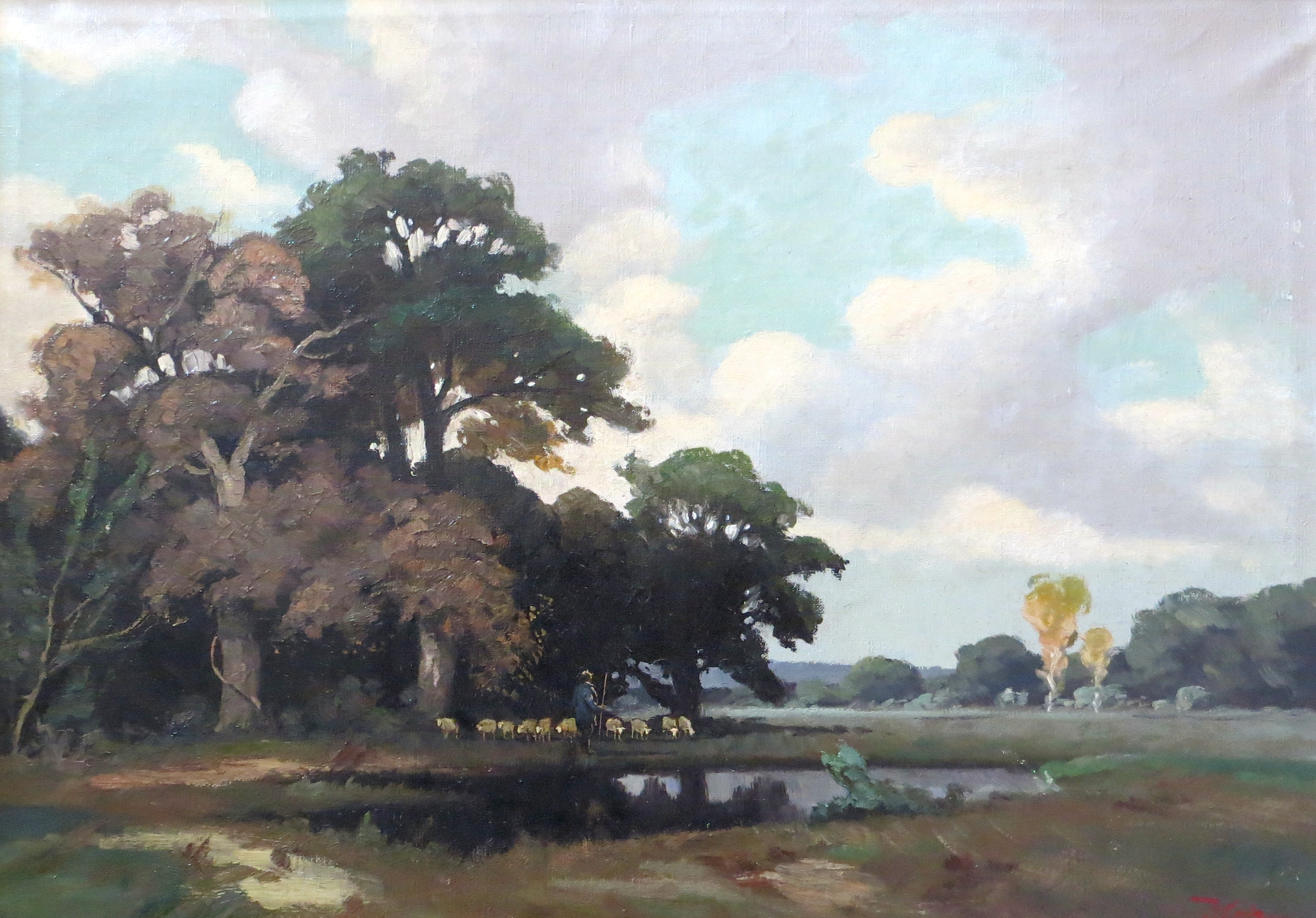
Dachauer Moos – Schafherde mit Hirte
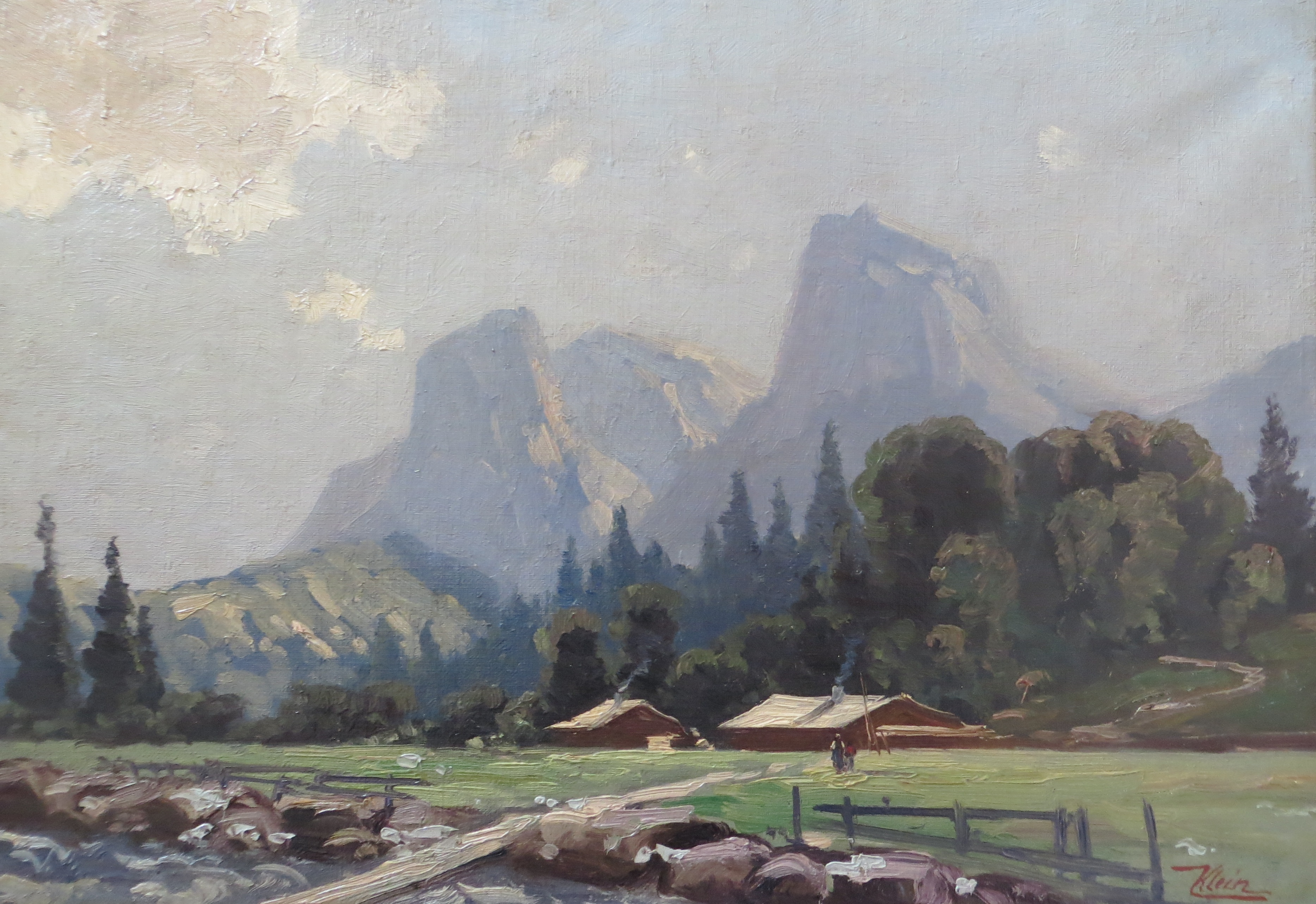
Auf dem Heimweg II
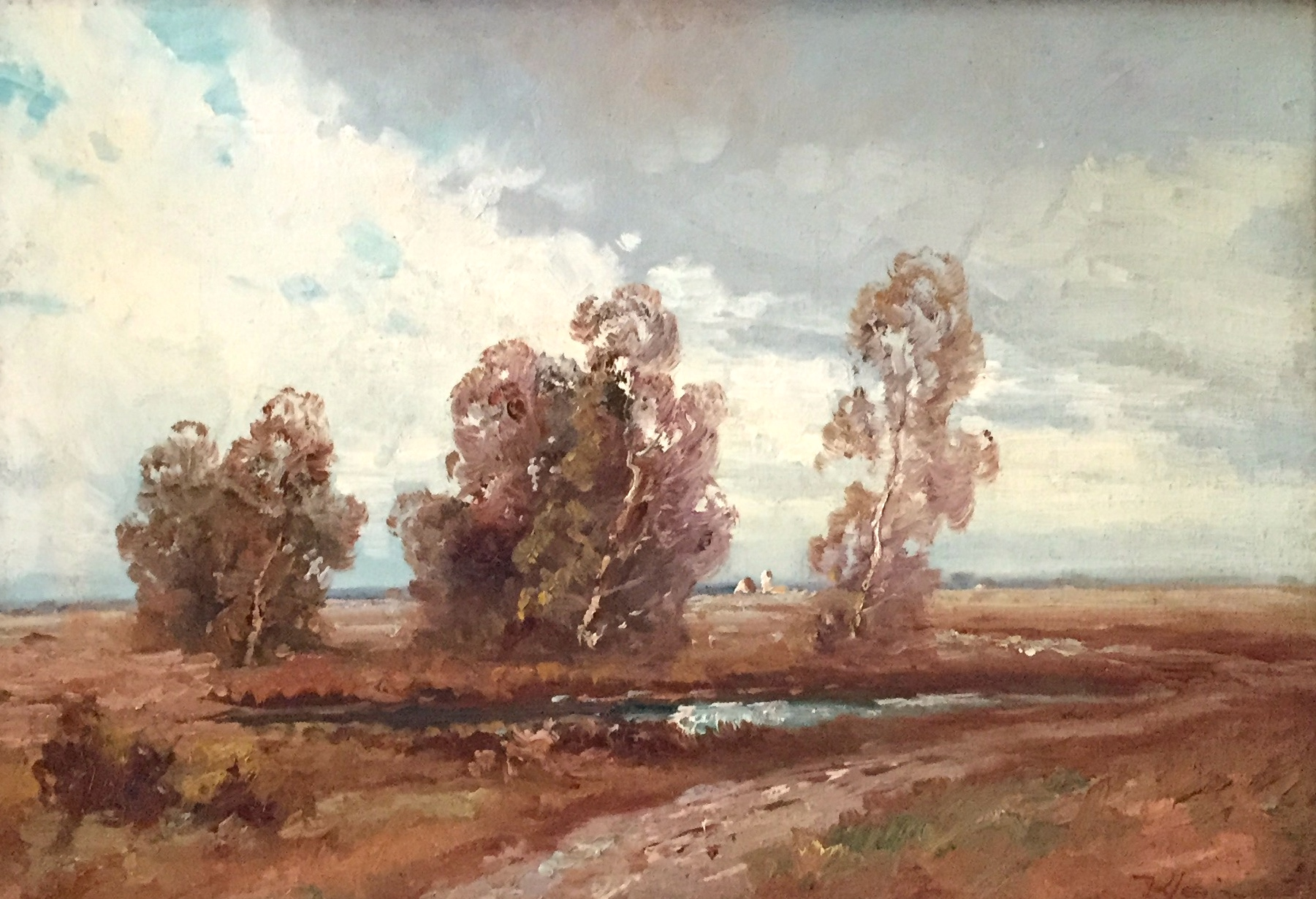
Dachauer Moos
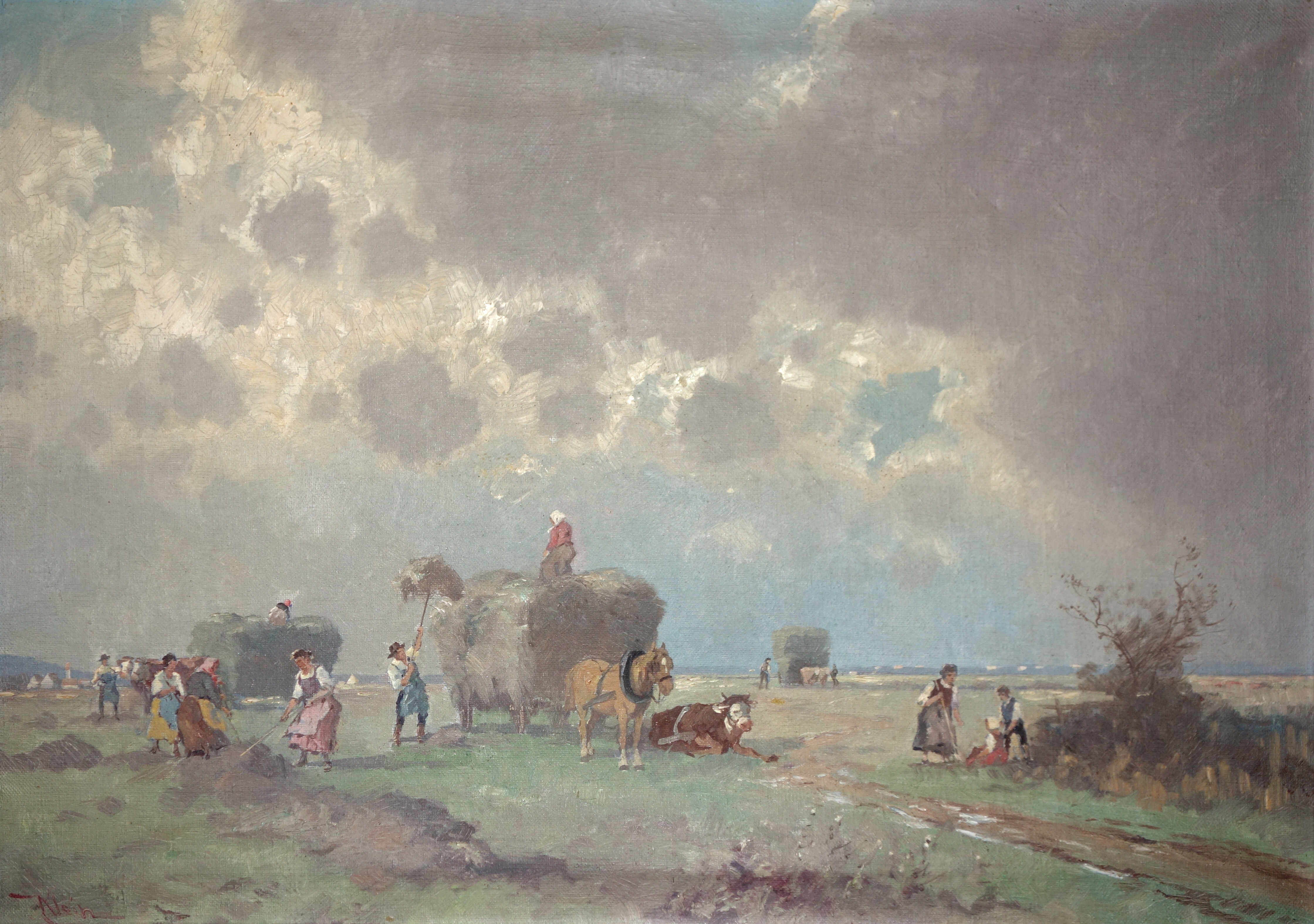
Feldarbeit in Dachau
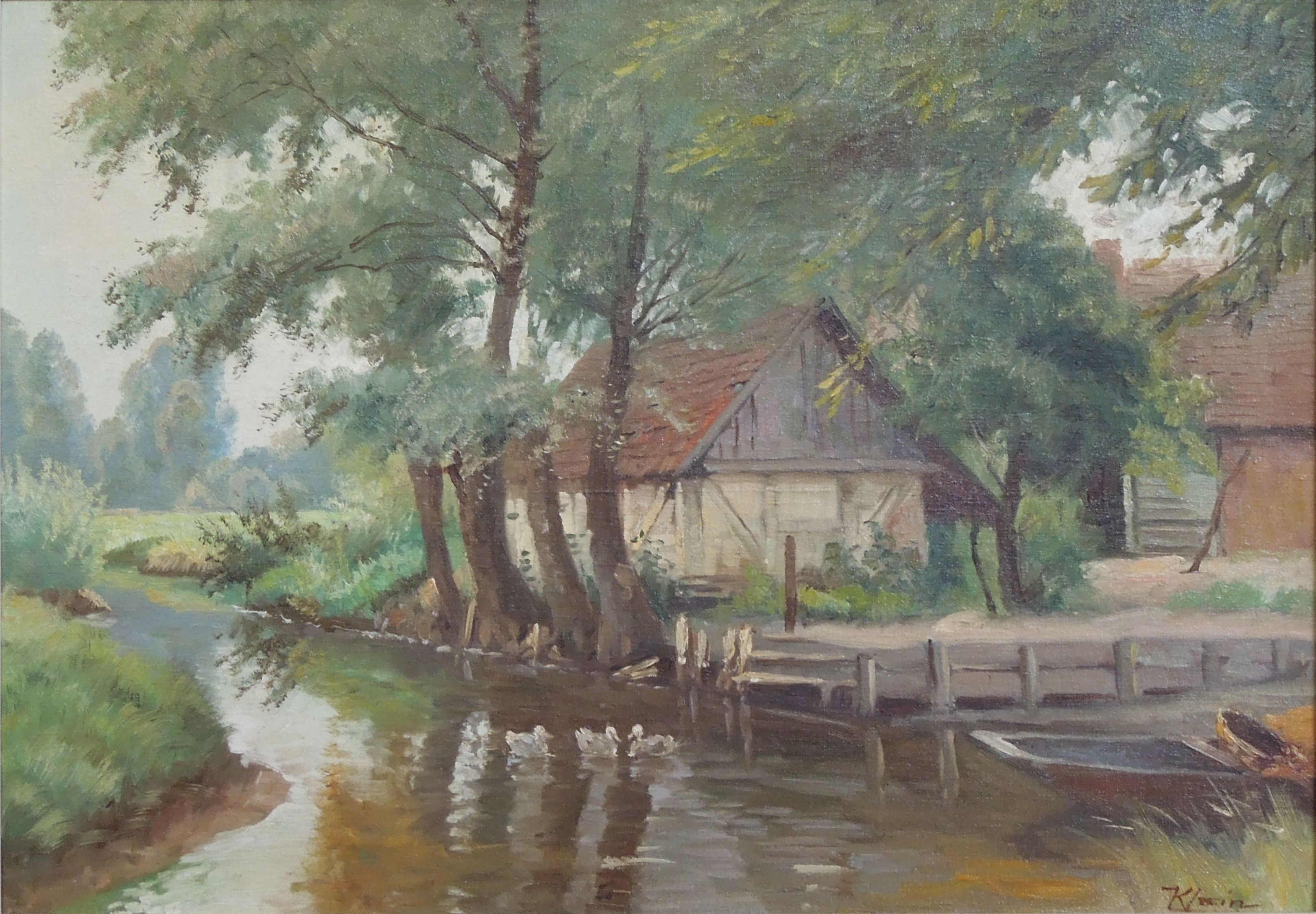
An der Amper

## Künstlerisches Werk
Anna Klein wurde vor allem von Max Feldbauer und Hans von Hayek in ihrer Arbeitsweise und der Wahl der Sujets geprägt. Ihre Landschafts-, Tier- und Genrebilder, die sich hauptsächlich mit dem bäuerlichen Leben befassen, verraten ein gründliches Studium vor der Natur, wie es beide lehrten. Sie schilderte Mensch und Tier, Arbeitsvorgänge und religiöses Brauchtum, beobachtet vornehmlich in Oberbayern und Tirol und malte manche Motive mehrmals. Gleichzeitig pflegte sie in ihren Holzschnitten und Lithographien einen dekorativ-stilisierenden Illustrationsstil, wie er etwa für Münchner Künstler wie Julius Diez oder die Gebrüder Schiestl (Matthäus Schiestl und Rudolf Schiestl) charakteristisch war.

## Werke (Auswahl)
Da es für die Werke von Anna Klein bisher keinen registrierten Nachweis gibt, machte es sich ein privater Sammler zur Aufgabe, ein Werkverzeichnis zu den Werken von Anna Klein aufzusetzen und dieses für die Zukunft als „Offenes Werkverzeichnis“ zu führen. Offen deshalb, um sukzessive – u. a. neben den bisher als verschollen geltenden und in den letzten Jahren wieder aufgefundenen Gemälden oder weiteren Werken im Privatbesitz – ein historisch valides Verzeichnis zu entwickeln, das künstlerischer Recherche hinsichtlich der Authentizität des Schaffens von Anna Klein standhält.
Nachfolgend aufgeführte Werke sind noch nicht im Werkverzeichnis enthalten, da Details zu diesen Gemälden fehlen.
- Herbstliche Landschaft mit Kuhweide vor dem Watzmann, Öl/Leinwand 50 × 35 cm
- Ruhende Schafe vor der Felswand, Öl/Leinwand 34 × 25 cm
- Landschaft in Tirol Öl/Leinwand, 13,8 × 19,7 cm
- Hühner und Pfau, Öl/Leinwand 20,1 × 24,4 cm
- Ententeich, Öl/Leinwand 60 × 96 cm
- Straße im Dachauer Moos, Öl/Leinwand 50 × 35 cm
- Schäfer mit Herde